# Kompresja (fizyka)
Kompresja (fizyka) - proces zmniejszania objętości właściwej gazu, w mniejszym stopniu cieczy i ciał stałych.
Kompresji nie należy mylić ze sprężaniem czyli zwiększaniem ciśnienia. Często oba te procesy występują jednocześnie, co spowodowało, że w mowie potocznej oba określenia są stosowane zamiennie.

## Występowanie jednoczesne
Przykładowo quasi-adiabatyczne sprężanie powietrza (np. w sprężarce), występuje jednocześnie zarówno wzrost ciśnienia (sprężanie) jak i kompresją (zmniejszanie objętości właściwej).

## Sprężanie bez kompresji
Sprężanie bez kompresji zachodzi np. w silniku spalinowym tłokowym w górnym martwym położeniu podczas spalania paliwa w sprężonym powietrzu. Tłok chwilowo jest nieruchomy, następuje jednak wzrost ciśnienia (sprężanie) wywołany wzrostem temperatury w wyniku spalania. Dopiero gdy tłok zaczyna się poruszać w dół, następuje wzrost objętości właściwej czynnika.

## Kompresja bez sprężania
Przykładem kompresji bez sprężania może być przemiana izobaryczna, w której następuje chłodzenie czynnika, np. w kotle parowym po stronie spalin (w strefie, gdzie nie występują już spalanie). Przy stałym (w przybliżeniu) ciśnieniu następuje spadek temperatury, a więc i objętości właściwej.
Innym przykładem jest chłodzenie helu w chłodnicy w zamkniętym układzie turbiny gazowej. Tu także następuje spadek temperatury i objętości właściwej przy stałym ciśnieniu.

## Literatura
1. E. Kalinowski: Termodynamika. Wrocław: Wydawnictwo Politechniki Wrocławskiej, 1994. Brak numerów stron w książce
2. S. Ochęduszko: Teoria maszyn cieplnych. T. I, II, III. Warszawa: Państwowe Wydawnictwa Techniczne, 1961. Brak numerów stron w książce
3. S. Ochęduszko: Termodynamika Stosowana. Warszawa: Wydawnictwa Naukowo-Techniczne, 1974. Brak numerów stron w książce
4. J. Szargut: Termodynamika techniczna. Gliwice: Wydawnictwo Politechniki Śląskiej, 2000. Brak numerów stron w książce
5. E. Tuliszka: Termodynamika techniczna. Warszawa: Państwowe Wydawnictwo Naukowe, 1980. Brak numerów stron w książce
6. S. Wiśniewski: Termodynamika techniczna. Warszawa: Wydawnictwa Naukowo-Techniczne, 2005. Brak numerów stron w książce